# Prix spot
Pour les articles homonymes, voir Spot.
Le prix spot est le prix d'une marchandise (matière première, etc.), fourniture d'énergie (électricité, pétrole, gaz par exemple), valeur mobilière ou devise, payée dans un marché au comptant : c'est le prix fixé pour une livraison immédiate (c'est-à-dire en général à un ou deux jours ouvrables). Le prix spot est donc contrasté avec les prix fixés dans les marchés à terme (forward ou future). Le prix spot est fixé par la méthode dite du bootstrapping, qui se base sur les prix en vigueur dans les transactions actuelles. 

## Pétrole
Sur le marché du pétrole, on dit qu'on fait une valorisation spot (ou valorisation instantanée) quand cette valorisation utilise comme données d'hypothèses, les données du jour ou celle à l'instant même où cette valorisation est calculée. En effet, des variations infimes du cours du baril peuvent se traduire par des sommes énormes rapportées à la capacité d'un tanker. Cet outil fait appel à la recherche opérationnelle. Pour chacun des bruts à étudier, on entre les rendements en produits finis et ceci pour chacune des structures de raffinage déterminées.
Par exemple, pour faire une valorisation spot d'un brut au jour J, on prend les rendements des produits issus de ce brut, les frais de raffinage et autres frais du jour, les taux Worldscale, les prix des produits publiés le jour même pour faire ce calcul. Les résultats d'optimisation obtenus quasiment immédiatement donnent la valorisation spot d'une gamme de bruts souhaitée.
Dans les transactions, achat ou vente spot sont des opérations isolées et/ou instantanées. L'affrètement spot d'un bateau est un affrètement isolé pour un seul voyage, par opposition à un affrètement de longue durée où le même bateau est utilisé pour plusieurs voyages consécutifs.

## Voir Aussi